# Marius Windfeld-Hansen
Christian Marius Windfeld-Hansen (4. maj 1850 i Ribe – 28. februar 1937) var en dansk konsul og fabrikant, bror til Hans og J.A. Windfeld-Hansen.
Marius Windfeld-Hansen var søn af møller Hans Hansen (død 1866) og hustru Karen Windfeld (død 1908) og født i Ribe. Han begyndte i 1875 med manufakturhandel i Torvegade i Vejle. Senere tilknyttedes et væveri, idet han han selv kunne få vævet sit stof. Senere kom han på den idé, at han lige så godt kunne lave garnet selv i stedet for at importere det. Windfeld-Hansen læste bøger om bomuldsspinderi og rejste til udlandet for at få erfaring. Han fik økonomisk støtte fra tre købmænd, og i 1892 grundlagde han ved Havnegade landets første bomuldsspinderi, Vejle Bomuldsspinderi, der efter en fusion i 1901 med Vejle Bomuldsvarefabrikker ved Vardevej og Mogensens Spinderi i Odense blev til A/S De Danske Bomuldsspinderier. Imidlertid kom han ikke godt ud af det med sine nye direktørkolleger, hvorfor han i 1902 trak sig tilbage fra posten som administrerende direktør. Hans virkelyst gjorde dog, at han i 1904 stiftede en ny virksomhed, Windfeld-Hansens Bomuldsspinderi, der blev konkurrent til det fusionerede firma.
1897 blev han nederlandsk vicekonsul og 1915 blev han Ridder af Dannebrog. Han oprettede Konsul M. Windfeld-Hansens & Hustrus Legat. Windfeld-Hansensgade i Vejle er opkaldt efter ham.
Sønnen Holger Windfeld-Hansen overtog spinderiet 1929.